# Robert N. Boyd
Robert Neilson Boyd (* 18. Juli 1914; † 16. Juli 2000 in New York City) war ein US-amerikanischer Chemiker (Organische Chemie). Er war ab 1947 Professor für Chemie an der New York University.
Er wurde 1939 an der University of California, Berkeley bei Joel H. Hildebrand promoviert (The effect of temperature on the structure of mercury). Er ist vor allem bekannt als Autor eines Lehrbuchs der Organischen Chemie mit Robert T. Morrison, das zuerst 1959 erschien und in den USA und darüber hinaus ein Standard-Lehrbuch war mit über 2 Millionen verkauften Exemplaren.

## Schriften
- Robert T. Morrison, Robert N. Boyd: Lehrbuch der Organischen Chemie, 3. Auflage, Verlag Chemie, Weinheim 1986, ISBN 3-527-26067-6.
  - Zuerst als Organic Chemistry, Boston: Allyn and Bacon 1959, 6. Auflage Prentice-Hall 1992